# Tracy-sur-Mer
Tracy-sur-Mer är en kommun i departementet Calvados i regionen Normandie i norra Frankrike. Kommunen ligger i kantonen Ryes som ligger i arrondissementet Bayeux. År 2022 hade Tracy-sur-Mer 348 invånare.

## Befolkningsutveckling
Antalet invånare i kommunen Tracy-sur-Mer
Referens:INSEE